# Сесар Арконада
Сеса́р Му́ньйос Аркона́да (ісп. César Muñoz Arconada; *5 грудня 1898 — †10 березня 1964) — іспанський письменник і перекладач. Член Комуністичної Партії Іспанії з 1931. Автор романів і поетичних збірок.

## Життєпис
Народився в Кастилії. Перші кроки в літературі позначені сюрреалістичними впливами.
Під час громадянської війни між франкістами і комуністами 1936—1939 рр. брав активну участь у фронтовій прокомуністичній пресі. В 1930-х роках перейшов на позиції «соцреалізму» (романи «Турбіна», 1930; «Розподіл землі», 1934). З позиції комуністичної ідеології висвітлені криваві події війни (1936—39), яким присвячені роман «Ріка Тахо» (1938), збірки віршів «Романси війни» (1937), фарс «Здобуття Мадриду» (1938).
З травня 1939 року як політеміґрант жив в СРСР. З 1942 — редактор журналу іспанською мовою «Literatura soviética». Похований на Введенському кладовищі.
Найвидатніше з його доробку: збірка оповідань «Іспанія непереможна» (1943), поема «Долорес» (1945), трагедія «Мануель Санчес» (1948). Також перекладав твори російської літератури.
Разом з А. Ерраїсом-Комасом, Х. Матеу, Х. Сантакреу-Мансанетом та іншими (за підрядником Р. Естрели-Льопіса) брав участь (як редактор і перекладач) у підготовці першого видання творів Тараса Шевченка іспанською мовою, яке вийшло 1964 у Москві. Переклав 5 розділів поеми «Гайдамаки» («Інтродукція», «Червоний бенкет», «Гупалівщина», «Ґонта в Умані», «Епілог»), поеми «Катерина», «Гамалія», «Марія», «Царі», поезії «Не женись на багатій» і «Заповіт». Переклади Арконади відзначаються майстерним відтворенням думок, образів і вільнодумного настрою поезії Шевченка.